# Seiya Take
Seiya Take (japanisch 武 星弥 Take Seiya; * 15. Oktober 2004 der Präfektur Kagoshima) ist ein japanischer Fußballspieler.

## Karriere
Seiya Take erlernte das Fußballspielen in der Jugendmannschaft des Kagoshima United FC. Hier unterschrieb er am 1. Februar 2023 seinen ersten Vertrag. Der Verein aus Kagoshima, einer Stadt in der gleichnamigen Präfektur, spielte in der dritten japanischen Liga. Sein Drittligadebüt gab Seiya Take am 11. März 2023 (2. Spieltag) im Heimspiel gegen den FC Imabari. Bei dem 1:1-Unentschieden wurde er in der 80. Minute für Shota Suzuki eingewechselt. Am Ende der Saison 2023 wurde er mit Kagoshima Vizemeister und stieg somit in die zweite Liga auf. Am Ende der Saison 2024 belegte er mit Kagoshima den 19. Tabellenplatz und musste somit in die dritte Liga absteigen.

## Erfolge
Kagoshima United FC
- Japanischer Drittligavizemeister: 2023  ▲